# カシオトーン

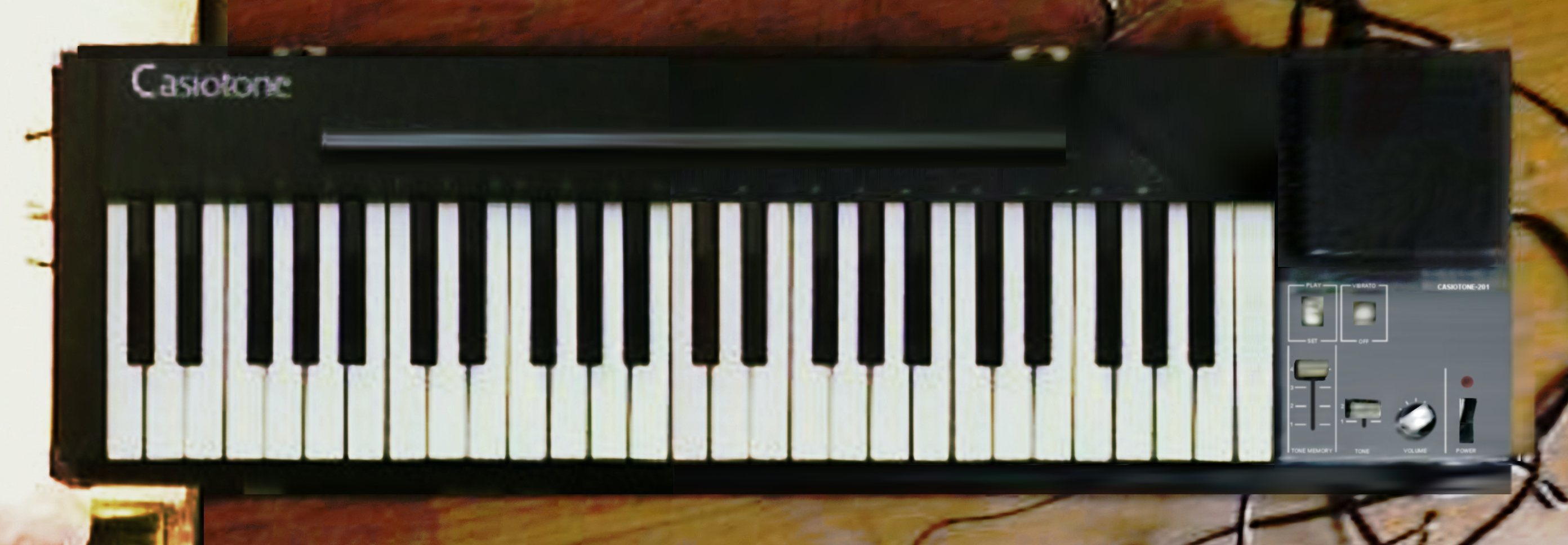
カシオトーン CT-201 (1980年)

カシオトーン（Casiotone）は、カシオ計算機が1980年から製造・販売している電子楽器（キーボード）のブランドである。

## 概要
カシオトーン第一号は1980年1月に発売されたCT-201。玩具を別にすれば唯一楽器専業メーカー以外で製造されている電子キーボードで、他社製品と遜色ない性能でありながら安い価格設定が特徴である。また、鍵盤が光るメロディガイド機能を用意したのはカシオトーンが初めてである。
初期製品のノウハウは1984年から発売されたプロユース向けのシンセサイザーであるCZシリーズ、VZシリーズなどに生かされたが、わずか数年でシンセサイザー開発・販売から撤退し、それ以降は一般家庭・初心者向きの製品に絞り込むこととなった。2012年にXWシリーズをもってシンセサイザー市場に再参入したが、現在は生産終了している。
初代モデル以降、カシオトーンという名称は公式に用いられなくなり、カシオの電子キーボード全体を指す通称として一部で使われていたが、2020年1月に楽器事業40周年を迎えるにあたり、新たな電子キーボード市場を創造するべく、2019年のCT-S2000とLK-312の発売に合わせ、「Casiotone」として名称が復活した。

## 音源方式
初期のものはデジタル合成で、HZ-600から継承したSD音源も存在したが、1988年のCT-640よりPCM方式のサンプリング音源に移行。最初期には本体にも「Pulse Code Modulation」と書かれていた（ステレオ式に移行したときにはその表示もあった）。廉価版機種では現在まで「PCM音源」と呼ばれているのに対し、上位機種になると「CD音源」や「スーパーCD音源」と独自の呼称が付く。その後、上位機種の音源は1機種（CTK-1000）のみに終わった「IXA音源」、同社の電子ピアノ「セルヴィアーノ」に採用された「A²（Aスクエア）音源」、「ZPI音源」や「HL音源」と次々に改良が加えられていった。現在では生楽器の音色の表現をメインにHL音源を改良し、最大同時発音数を向上（32音→48音）させた「AHL音源」と廉価版のPCM音源に二分されている。

GM対応になったのはCTK-750・CTK-650が最初であるが、この2機種は音色配列のみの対応のためGMマークが付いていない（それ以降の128音色以上を搭載する機種は完全対応している）。

## 製品ラインアップ
過去の上位機種では「SUPER CD SOUND COMPOSER」や「IXA SOUND KEYBOARD」と音源方式にちなんだシリーズ名が付けられていたこともあったが、それ以下の機種では特にシリーズ名はなく、自動伴奏を搭載する機種では「カシオトーン」で統一されていた。また、SD音源を搭載し、音色を加工して本体内もしくはRAMパックに保存できたHTシリーズも過去に存在した。
鍵盤が光るレッスン支援機能「光ナビゲーション」の登場前には、「ピッカピカトーン」という鍵盤の奥に個別に配置された赤と緑のLEDで音の長さ、音階の2つのモードでメロディガイドを行う初心者向けの機種（PTシリーズ）も存在しており、本体内蔵曲だけでなく別売のROMパックを本体にセットすることにより様々な曲を演奏できた。
型番については、標準サイズの61鍵以下の鍵盤を持つ機種には「CT（1990年代中ごろよりCTK）」、73鍵以上の機種には「WK」が頭に付く。ミニサイズ以下の鍵盤を持つ機種には「MT」と付けられていた。その他廉価版では「SA（49鍵未満の小型機種）」「CA」「MA」となっていたが、CAシリーズは現在ではCTK型番に統一されている。
2019年に復活したCasiotoneブランドは、光ナビゲーションキーボード、ベーシックキーボード、ミニキーボードを包括するが、ハイグレードキーボードのみ「CT-X」としてCasiotoneとは別扱いになっている。
現在の製品ラインアップは以下の通り。
- 光ナビゲーションキーボード（LKシリーズ[9]）：鍵盤が光るメロディガイドを採用した初心者向けの機種。内蔵デモ曲が豊富。全てAHL音源。
- ベーシックキーボード（CT・CTKシリーズ）：機能を基本的なものに絞った機種。上位機種ではAHL音源を搭載。
- ミニキーボード（SAシリーズ）：ミニサイズ（もしくはそれ以下）の鍵盤を持つ小型機種。
- ハイグレードキーボード（CT-Xシリーズ）：ベーシックキーボードに、AHL音源搭載機種にSDメモリーカードスロット、ピッチベンドホイールを追加した最上位機種。

## その他
- かつてDTM向け商品を扱っていた時期に販売されていた音源モジュール（GZ-50Mなど）の音源方式はカシオトーンのものを流用していた。
- サトウ食品_(新潟県) - 「サトウの切り餅」の商品二個分の応募券で『CASIOもちもちトーンPT-1』のクローズド懸賞を行っていた。